# Кампания в долине Шенандоа (1862)
Кампа́ния в доли́не (англ. The Valley Campaign) — военная кампания генерал-майора Конфедерации Томаса Джексона в долине Шенандоа весной 1862 года, в ходе Гражданской войны в Америке. Джексон начал кампанию в то время, когда Конфедерация терпела поражения на всех направлениях, а федеральная армия приближалась к Ричмонду. Несмотря на то, что в распоряжении Джексона было подразделение, в разное время насчитывавшие от 5 000 до 17 000 человек, он сумел быстрыми маршами и маневрированием выиграть несколько локальных сражений и удержал в регионе три армии Союза общей численностью более 60 000 человек, не позволив им поддержать наступление Потомакской армии на Ричмонд.
Джексон проиграл первое сражение кампании, но выиграл последующие, сумел сковать федеральные армии в долине Шенандоа и своевременно прийти на помощь генералу Ли под Ричмондом. Эта кампания считается самой яркой в американской истории, а Джексон стал самым знаменитым, на тот момент, генералом Конфедерации.

## Предыстория
Весной 1862 года боевой дух на Юге был низок как никогда. С самого начала года события развивались исключительно благоприятно для Севера. Конфедерация переживала неудачу за неудачей. В феврале генерал Бернсайд захватил Роанок-Айленд. 11 апреля пал форт Пуласки. 1 мая был потерян Новый Орлеан. Федеральная армия на западе выиграла сражение за форт Донелсон и сражение при Шайло, и заняла Кентукки и Теннесси. Армия Джона Поупа захватила Нью-Мадрид в Миссури и остров № 10. Наконец, на востоке мощная Потомакская армия Джорджа Макклелана приблизилась к Ричмонду, а сильный корпус Ирвина Макдауэлла был готов ударить по Ричмонду с севера. Армия Натаниэля Бэнкса угрожала долине Шенандоа.
По словам Дугласа Фримана, у генералов Конфедерации было два варианта стратегии: Джонстон выступал за «концентрацию против концентрации», то есть, предлагал подпустить противника к Ричмонду и разбить его вдалеке от его баз. Генерал Ли, наоборот, считал что противника нельзя подпускать к Ричмонду и надлежит разбить его до концентрации. Ли возлагал особые надежды на дивизию Джексона в долине Шенандоа, и ему удалось убедить президента Дэвиса (на военном совете 15 мая) не ослаблять Джексона даже ради усиления обороны Ричмонда.
Во время Гражданской войны долина Шенандоа была стратегически важным регионом Вирджинии. Бассейн реки Шенандоа находится между горами Блуридж и Аллеганами, протяжённостью в 140 миль на юго-запад от реки Потомак, городов Шефердстаун и Харперс-Ферри, и имеет в ширину примерно 25 миль. Это узкий коридор, по которому можно было выйти к Вашингтону или Ричмонду, причём в силу особенностей географии она представляла больше опасности для Вашингтона, чем для Ричмонда. Но и северянам контроль над долиной давал преимущества — он позволял перерезать коммуникации Ричмонда с Западом.
Между северной и южной протоками реки Шенандоа возвышается гора Массанутен (891 м), которая делит долину на две половины по 50 миль. В XIX веке была построена одна единственная дорога, которая шла через гору, от Ньюмаркета в Ларей. Долина предоставляла Конфедерации два преимущества. Если северяне пойдут на юг, то из долины можно было атаковать их фланг через многочисленные проходы в хребте Блуридж. Так же, по долине южане легко могли пройти на север в Пенсильванию, что осуществил генерал Ли во время Геттисбергской кампании и генерал Джубал Эрли в кампанию 1864 года. Северянам долина почти не давала преимуществ, но уступить долину Конфедерации было бы невыгодно. Это был богатый сельскохозяйственный район, который дал в 1860 году 2,5 миллиона бушелей пшеницы, 19 % всей пшеницы Вирджинии. Здесь так же было много крупного рогатого скота, который кормил армию Вирджинии и Ричмонд. Генерал Джексон писал одному из штабных офицеров: «Если потеряна эта долина, потеряна вся Вирджиния». В итоге долина была местом боевых действий не только в кампанию 1862 года, но и потом всю войну и особенно в 1864 году.
Что касается населения долины, то оно не было активным сторонником Конфедерации в основном по причине слабого развития рабовладения. Обитатели долины отчасти состояли из переселенцев-англичан с побережья, отчасти из потомков шотландских протестантов (подобно Джексону). Имелось и некоторое количество переселенцев немецкого происхождения. Вместе с тем, именно в долине были набраны полки знаменитой «Бригады каменной стены»: 4-й и 27-й вирджинские пехотные полки были набраны в южной части долины, 5-й вирджинский — в центральной части (округ Огаста), а 2-й и 33-й — на севере долины.

## Силы сторон

### Армия Союза
Федеральные части по ходу кампании то приходили в долину, то покидали её, и они обычно состояли из нескольких независимых армий, что мешало им эффективно противостоять Джексону.
В феврале-апреле 1862 года в долине действовал V корпус Натаниэля Бэнкса, состоявший из дивизий Джеймса Шилдса и Альфеуса Уильямса. Дивизия Шилдса (бригады Кимбэлла, Саливана и Тайлера) участвовала в первом сражении при Кернстауне. 4 апреля Бэнкс принял командование Департаментом Шенандоа. В конце апреля дивизия Шилдса была выведена из долины, и при Бэнксе осталась только дивизия Уильямса, бригады Дадли Донелли и Джорджа Гордона, при поддержке кавалерийской бригады Джона Хэтча.
К западу от долины Шенандоа находился Горный департамент, которым командовал Джон Фримонт. В начале мая Фримонт задействовал против Джексона бригады Роберта Шенка и Роберта Милроя, общей численностью 6 500 человек, которые были в итоге разбиты в сражении при Макдауэлл. В конце мая Фримонт ввёл в долину дивизию Луиса Бленкера (бригады Джулиуса Стейхла, Джона Колтеса и Генри Болена), которая была усилена бригадами Густава Класерета, Роберта Милроя, Роберта Шенка и Джорджа Баярда. К началу сражения при Кросс-Кейс этот отряд насчитывал 11 500 человек.
Тогда же, в конце мая, Макдауэллу было приказано вернуть дивизию Шилдса в долину. В это время дивизия состояла из бригад Кимбэлла, Орриса Ферри, Эрастуса Тайлера и Самуэля Кэрролла.

### Армия Конфедерации
Силы генерал-майора Томаса Джексона были непостоянны и постепенно увеличивались по ходу кампании. Сначала он имел 5 000 человек, затем это число выросло до 17 000, но всё равно противник превосходил его численно, имея в июне 1862 года в общей сложности около 52 000 человек.
В марте 1862 года, во время Первого сражения при Кернстауне, Джексон командовал бригадами Ричарда Гарнетта, Джессе Бёркса, Самуэля Фалкерсона и кавалерией Тернера Эшби. Согласно его рапорту от 28 февраля, в его распоряжении были 4 297 человек пехоты, 369 артиллеристов и 601 кавалерист, итого 5 267 рядовых и офицеров.
В начале мая, в сражении при Макдауэлле, Джексон командовал двумя «армиями»: «Армия долины» состояла из бригад Чарльза Уиндера (бывшая бригада Гарнетта), Джона Кэмпбелла и Уильяма Тальяферро, а «Северо-Западная армия» генерала Эдварда Джонсона, включала бригады Зефании Коннера и Уильяма Скотта.
В конце мая и июне, в сражениях при Фронт-Рояль и далее, Джексон командовал двумя пехотными дивизиями и кавалерией. «Дивизия Джексона» состояла из бригад Чарльза Уиндера («Бригада каменной стены»), Джона Кэмпбелла (который был ранен и заменён полковником Джоном Паттоном) и Самуэля Фалкерсона (позже заменен Уильямом Тальяферро). Вторая дивизия, под командованием Ричарда Юэлла, состояла из бригад Уильяма Скотта (заменен Джорджем Стюартом), Арнольда Элзи (заменен Джеймсом Уокером), Исаака Тримбла, Ричарда Тейлора и Джорджа Стюарта (полностью мэрилендская бригада) Кавалерией в то время командовали Томас Флорной, Джордж Стюарт, Тёрнер Эшби и Томас Манфорд.
| Командиры Конфедерации |
| --- |
| - Генерал-майор Томас Джексон - Генерал-майор Ричард Юэлл - Бригадный генерал Исаак Тримбл - Бригадный генерал Ричард Тейлор |

## Начальные маневры
4 ноября 1861 года Джексон принял командование армией в долине и сделал Уинчестер своей штаб-квартирой. Бывший профессор вирджинского военного института и герой первого сражения при Булл-Ран, Джексон был хорошо знаком с долиной в которой прожил много лет. Теперь под его командованием находилась «Бригада каменной стены» и несколько отрядов ополчения. В декабре к нему в усиление прибыла бригада Уильяма Лоринга (6 000 человек), но и этих сил было недостаточно для наступательных действий. В январе 1862 года Джексон осуществил небольшой рейд в Мэриленд. Кавалерия Эшби совершала набеги на железную дорогу северян.
Зимой армия Бэнкса стояла во Фредерике. В феврале федеральное командование приказало ему перейти Потомак и отбить у противника участок железной дороги Балтимор-Огайо, которая была важной линией коммуникаций Севера. 22 февраля Бэнкс выступил из Фредерика, 24 февраля построил мост через Потомак, а 26 февраля занял Харперс-Ферри. Главнокомандующий Макклелан лично прибыл в Харперс-Ферри в тот же день и проинструктировал Бэнкса на счёт восстановления железной дороги. По его приказу к 6 марта три бригады Бэнкса встали поперёк долины Шенандоа, в Чарльз-Тауне, Мартинсберге и Банкер-Хилле.
Как раз в это время армия Джонстона начала отступать от Манассаса к Фредериксбергу: 7 марта ушли обозы, а 9 марта ушёл и сам Джонстон. Теперь Джексон был открыт и с фронта и с фланга. Джонстон, по его словам, поручил ему следующее: «Когда станет очевидно, что в долину входит армия слишком сильная, чтобы дивизия Джексона смогла её удержать, этому офицеру поручено было связывать противника в Долине, но не подвергать себя опасности разгрома, при этом держаться так близко к врагу, чтобы тот не смог перебросить серьёзных сил на усиление Макклелана, и все же не так близко, чтобы быть втянутым в сражение».
11 марта Бэнкс начал осторожно приближаться к Уинчестеру. Джексон не хотел без боя сдавать этот важный город, однако положение было опасным, и он собрал военный совет — в первый и последний раз за всю войну. Он предложил атаковать Бэнкса, но генерал Гарнетт и его полковые командиры высказались против, поэтому Джексон начал отход к Страсбергу. 12 марта 1862 года Бэнкс занял Уинчестер. Впоследствии ходил слух, что последним южанином, покинувшим Уинчестер, был Тёрнер Эшби: на выезде его атаковали два федеральных кавалериста, но он застрелил одного, а второго взял в плен.
13 марта приказом верховного командования был сформирован корпус из двух дивизий, командовать которым поручили Бэнксу. Этот корпус в тот момент назывался Пятым, но впоследствии он был переименован в «Двенадцатый корпус Потомакской армии».
Джексон простоял в Страсберге до 15 марта, а затем отошёл ещё на 24 мили к Монт-Джексон, однако федеральный пикеты не продвинулись дальше Страсберга. Бэнкс не собирался преследовать Джексона, ему было важнее сформировать стабильную линию фронта.
21 марта Джексон узнал, что армия противника разделилась, и о том, что в долине осталась только дивизия Шилдса.

## Кампания в долине
16 марта Макклелан приказал Бэнксу перебросить часть сил к Манассасу, оставив в Уинчестере одну пехотную бригаду. 17 — 19 марта Шилдс совершил разведывательную вылазку к Страсбергу и сообщил Бэнксу, что Джексон покинул долину, оставив лишь кавалерийский отряд. Исходя из этого Бэнкс начал выполнять приказ Макклелана. Он вернул дивизию Шилдса в Уинчестер и начал готовить свои части к переброске на восток. 20 марта из долины ушла дивизия генерала Уильямса.

### Кернстаун (23 марта)
21 марта Джексону пришло донесение от Тёрнера Эшби: он сообщал, что противник оставил Страсберг и что Эшби преследует его. Утром 22 марта Джексон двинулся к Уинчестеру. В 17:00 отряд Эшби (200 или 300 всадников) атаковали федеральные пикеты в миле от Уинчестера — в этой перестрелке был ранен генерал Шилдс, который сдал общее командование дивизией генералу Натану Кимбэллу. Обеспокоенный Бэнкс отправил в сторону Кернстауна пехотную бригаду Кимбэлла и два артиллерийские батареи. Эшби, отстреливаясь отступил к Кернстауну, и передал Джексону что, по его сведениям, вся федеральная армия ушла на север, оставив четыре полка. На самом же деле вся дивизия Шилдса, около 7 000 человек, ещё стояла в Уинчестере.
На рассвете 23 марта отряды Джексона вышли из лагеря и к 14:00 часов прошли 14 миль до Кернстауна. На холме Причардс-Хилл около Кернстауна держала позицию огайская бригада Кимбэлла. Бригада Салливана приближалась ему на помощь. Как только началась перестрелка, Кимбэлл вызвал из Уинчестера бригаду Тайлера и велел ей занять высоты на правом фланге. Между тем Джексон рассудил, что атаковать Причардс-Хилл рискованно, поэтому оставил в центре «Бригаду каменной стены» и отправил бригаду Фалкерсона и бригаду Джессе Бёркса в обход правого фланга противника. Эти две бригады неожиданно наткнулись на наступающую бригаду Тайлера, и одновременно Кимбэлл двинул вперед свою бригаду, начав наступление на позиции бригады Гарнетта. Джексон надеялся удержать позицию, но уставшая и расстрелявшая все боеприпасы бригада Гарнетта начала отход, что вынудило отступить и Фалкерсона.
Джексон потерял под Кернстауном 691 человека, из них 80 было убито, а в плен попало 200 или 300. Было потеряно два орудия. Шилдс впоследствии доложил о потере 568 федеральных солдат, из них убитыми 103.
Шилдс предположил, что активность Джексона объясняется наличием у него крупных сил, поэтому не начал сразу преследование, а вызвал назад дивизию Уильямса, который пришёл к Кернстауну утром 24 марта. Бэнкс узнал о происходящем, находясь в Харперс-Ферри, и срочно отменил переброску войск под Манассас. Его 20 000 человек теперь остались в долине Шенандоа и, более того, он запросил ещё 10 000, так что в начале апреля в его распоряжении было уже 35 467 человек. 1 апреля Макклелан сообщил Бэнксу, что ситуация в долине изменилась: «Изменение положения дел в долине Шенандоа вынуждает нас внести некоторые изменения в планы, которые мы недавно согласовали… Сейчас самое главное — это прогнать Джексона и сделать так, чтобы он не смог вернуться».

### Наступление Бэнкса (24 марта — 7 мая)
На следующий же день после сражения при Кернстауне Бэнкс начал преследовать противника, но быстро столкнулся с проблемой снабжения войск. Три последующих дня федералы медленно продвигались вверх по долине. В это время Джексон отступил к Моунт-Джексон и поручил Джедедие Хотчкиссу составить точную карту долины Шенандоа. 1 апреля Бэнкс начал наступать на Вудсток, но снова остановился из-за нерешённых проблем со снабжением. В это время Джексон занял позиции у Рудс-Хилл около Моунт-Джексон и Ньюмаркета.
16 апреля Бэнкс возобновил наступление и перешёл Стоуни-Крик на участке, который Тёрнер Эшби счёл непроходимым, и поэтому не организовал охранения. Попав под этот неожиданный удар, Эшби потерял 60 человек, и отступил к основным силам Джексона. Джексон решил, что Бэнкс получил подкрепления, поэтому 18 апреля оставил свою позицию и начал отход к Гаррисонбергу. 19 апреля его отряд прошёл 20 миль на восток к ущелью Свифт-Ран-Гэп. Бэнкс вошёл в Ньюмаркет, перешёл Массанутенские горы и захватил мосты на Лурейской равнине. Эшби снова допустил несколько просчётов, из-за которых не смог вовремя разрушить лурейские мосты. Теперь Бэнкс контролировал всю долину до самого Харисонберга.
Не имея информации о местонахождении Джексона, Бэнкс решил, что тот направляется в сторону Ричмонда. Бэнкс решил двигаться в ту же сторону, однако президент Линкольн рассудил иначе: он велел отправить дивизию Шилдса под Фредериксберг на усиление армии Макдауэлла. Оставшись с одной всего дивизией, Бэнкс отступил к Страстбергу и занял там оборонительную позицию. В это время Потомакская армия Макклелана уже вела наступление на Вирджинском полуострове, поэтому Джонстон отвёл всю свою армию к Ричмонду, оставив Джексона в одиночестве. Он отправил Джексону новый приказ: оборонять Стаутон и не позволить Бэнксу захватить железную дорогу на Теннесси. Для этого на помощь Джексону была отправлена дивизия Ричарда Юэлла, численностью 8500 человек.

### Наступление армии Фримонта
В это время западнее командующий федерального Горного Департамента, генерал Джон Фримонт планировал кампанию по вторжению в Теннесси. Перед Фримонтом стояла сложная задача. Вооружённые силы его департамента насчитывали 34 271 человека, но 9100 из них предполагалось перевести на другие направления. Из оставшихся четверть были больны, и в итоге в распоряжении Фримонта было всего 19 000 боеспособных военных. Этими силами он должен был охранять 300 миль дорог и 200 миль рек. Половину всех своих сил Фримонт выделил для охраны жизненно важной для Севера дороги Балтимор-Огайо. По этой причине для активных боевых действий у Фримонта оставалось лишь около 8 000 человек. Изучив ситуацию, Фримонт пришёл к мнению, что получив дополнительно 10 000 - 12 000 человек он может начать наступление вдоль реки Саус-Брэнч на юг, войти в юго-западную Вирджинию и разрушить железную дорогу Вирджиния-Теннесси в района Салема. Оттуда он сможет повернуть на Ноксвилл. У этого плана было несколько преимуществ: он мог отвлечь силы Конфедерации от обороны Ричмонда и повредить дорогу, по которой южане снабжали свою столицу. Изучив предложение Фримонта, Линкольн распорядился передать ему дивизию Льюиса Бленкера, которая изначально предназначалась для усиления армии Макклеллана на Вирджинском полуострове.
27 апреля бригада Роберта Милроя (3 000 человек) выступила из Монтеррея и вошла в Макдауэлл. Бригада Шенка (ещё 3 000 человек) следовала за ней. Предполагалось, что остальные части департамента прибудут вместе с Фримонтом, и общая численность армии достигнет 15 000 человек. Фримонт рассчитывал на прибытие дивизии Бленкера ещё в середине апреля, но части дивизии стали прибывать только в начале мая и только 11 мая они были собраны, и им был дан смотр. Обнаружилось, что дивизия находится в непригодном для боя состоянии: солдыты необуты, часто лишены одеял и мундиров, вооружены старыми австрийскими или бельгийскими ружьями и боеприпасов у них совсем мало. Полковник Альберт Трейси, начальник штаба армии Фримонта, полагал, что этой дивизии необходимы 10 - 20 дней на приведение себя в порядок.
Тем временем Милрой выдвинул пикеты на расстояние 15-ти миль к Стонтону, важному транспортному узлу Конфедерации. Несмотря на исключительно важное стратегическое значение, город был не укреплен и почти никем не защищался. За оборону города отвечала бригада Эдварда Джонсона, который держал людей в лесах около городка. После неудачи Джексона при Кернстауне и отступления южан он разместил свою дивизию в горах в 8-ми милях от Стонтона, в городке Вест-Вью.
Когда 28 апреля Юэлл прибыл в штаб Джексона в Конрадс-Стор, Джексон сразу обсудил с ним дальнейшие шаги, которых было три варианта: 1) Атаковать Бэнкса у Нью-Маркета, 2) Атаковать Бэнкса у Фронт-Рояль и 3) Атаковать Фримонта. Юэлл высказался за первый вариант, но Джексона колебался. 30 апреля он вызвал Юэлла и сообщил, что решил атаковать Фримонта, а Юэлл должен остаться в Конрадс-Стор и наблюдать за Бэнксом. Это решение не понравилось Юэллу. С первой встречи Джексон начал вести себя с Юэллом как командир, не спрашивая совета, а только отдавая приказы и требуя их выполнения. «Он безумен как мартовский заяц, — сказал Юэлл генералу Уокеру, — он уходит непойми куда и приказывает ждать тут его возвращения. Вся армия Бэнкса наступает на меня, а я не имею ни малейшего понятия, как связаться с генералом Джексоном. Уверяю вас, он сошёл с ума, и я думаю увести свою дивизию подальше отсюда. Я не желаю, чтобы она была разбита по воле безумца».
В это время у Джексона возникли проблемы и с другими своими подчинёнными. Он отправил под арест Роберта Гарнетта, передав «бригаду каменной стены» Чарльзу Уиндеру. Он так же был недоволен действиями Эшби, и отобрал у него часть кавалерийских рот, переподчинив их тому же Уиндеру. Уиндер попробовал переубедить Джексона и в итоге ему это удалось: роты вернули под командование Эшби. В это же самое время, 21 апреля, пришло письмо от генерала Ли, который просил атаковать Бэнкса, чтобы предотвратить наступление Макдауэлла на Ричмонд. Это письмо Фриман называет «историческим». Ли предлагает Джексону несколько вариантов использования дивизии Юэлла, а также, несколько дней спустя, говорит: «Я надеюсь, что пока силы противника разделены, мы можем быстро собрать наши силы и нанести ему сильный удар, до того, как противник будет усилен подкреплениями».
Распространено мнение, что Роберт Ли старался воспользоваться стремлением Линкольна обезопасить в первую очередь Вашингтон. Однако, как писал Дуглас Фриман, на тот момент Ли ещё не мог знать намерений Линкольна. Только после сражения при Уинчестере станет ясно, что Линкольн готов на всё, вплоть до прекращения наступательных операций, ради безопасности Вашингтона, однако в начале мая Ли мог только строить предположения на этот счёт.
Джексон между тем разработал план действий: по этому плану Юэлл должен был подойти к Свифт-Ран-Гэп и создать угрозу флангу Бэнкса, а основные силы Джексона предполагалось перебросить на помощь Джонсону. Однако существовало одно препятствие: грунтовые дороги сильно пострадали от дождей и стали почти непроходимы. Поэтому Джексон решил отправить свою армию в сторону Порт-Репаблик, оттуда выйти к железнодорожной станции и перебросить войска в Стонтон по железной дороге. 30 апреля план начал приводиться в исполнение: дивизия Юэлла подошла к Свифт-Ран-Гэп, а армия Джексона начала марш в сторону Порт-Репаблик. 1 мая и 2 мая пришлось двигаться в тяжёлых погодных условиях, но 3 мая выглянуло солнце и марш ускорился. 4 мая Джексон вышел к станции Мичамс-Ривер-Стейшен. 5 мая его армия была доставлена в Стонтон. Потратив день 6 мая на отдых, Джексон 7 мая выступил на соединение с Джонсоном, до которого оставалось 6 миль. В тот же день Милрой узнал о появлении Джексона и начал отход к Аллеганским горам.
Между тем 5 мая Бэнкс оставил Гаррисонберг и отступил вниз по долине. Джексон приказал Юэллу оставаться в тесном контакте с противником.7 мая Юэлл начал наступление вниз по долина Паж и вечером после небольшой перестрелки занял Сомервилл. В тот же день кавалерия южан заняла Гаррисонберг. В это время генерал Ли решил, что поскольку Бэнкс более не угрожает долине, то дивизию Юэлла рациональнее использовать в другом месте; 6 мая он предложил Юэллу идти в Калпепер чтобы перехватить части, которые Бэнкс может отправить во Фредериксберг. Через два дня он посоветовал Юэллу идти в Гордонсвилл, где обещал усилить его бригадой Брэнча. Но Юэлл не мог покинуть долину —  инструкции Джексона категорически требовали дожидаться его возвращения.

### Макдауэлл (8 мая)
7 мая 1862 года армия Джексона приблизилась к посёлку Макдауэлл, в котором занял оборону отряд федерального генерала Милроя. 8 мая Джексон направил своих людей на холм Сайтленд-Хилл, господствующий над долиной. Утром к Милрою присоединился отряд Роберта Шенка, который принял командование как старший по званию. Джексон не имел физической возможности доставить орудия на холм, но разведка доложила Шенку о появлении этих орудий, поэтому Шенк, чтобы не допустить уничтожения своей армии, приказал провести атаку на холм. Соотношение сил атакующих было примерно 2300 к 2800 в пользу южан, но на стороне северян был эффект внезапности и артиллерия. Милрой атаковал Сайтленд-Хилл, пытаясь обойти фланг противника, ему удалось нанести урон 12-му джорджианскому полку, но в целом атака не дала результатов. На закате северяне отошли. Им удалось нанести урон живой силе противника (ок. 500 чел) при незначительных собственных потерях (ок. 256 чел), но их позиция осталась невыгодной, и они начали отступление вниз по долине, по шоссе на Франклин. Джексон преследовал их около недели и только 15 мая повернул обратно в долину.
Федеральное командование не обратило особого внимания на сражение при Макдауэлле ввиду незначительной стратегической ценности тех мест; 11 мая военный департамент приказал дивизии Шилдса покинуть долину и отправиться под Фредериксберг. В планы Фримонта оно также не внесло изменений. Зато они имело большое психологическое значение для Юга: несмотря на некоторые тактические просчёты, оно все же стало явной стратегической победой.
Пассивность федерального командования была весьма на руку Джексону, который развил небывалую активность: за 25 дней между 30 апреля и 24 мая он увеличил свои силы с 6 000 до 17 000 человек. Никто на севере не обратил внимания на эти приготовления: близилась битва за Ричмонд, и война могла окончиться со дня на день.

### 10 — 22 мая
Отступление Фримонта означало, что коммуникации Юга теперь в безопасности, поэтому Джексон временно оставил противника в покое. Армия Бэнкса так же была велика, и атаковать её на оборонительных позициях было опасно. Между тем генералу Ли казалось, что Джексон теряет время, и 16 мая он послал ему письмо с предложением как-то потревожить Бэнкса:
Как бы вы не действовали против Бэнкса, делайте это быстро, и если получится, отбросьте его к Потомаку, и как можно дольше создавайте впечатление, что вы угрожаете Вашингтону.
Ли даже собирался отправить бригады Брэнча и Махоуна на усиление Джексона, но генерал Джонстон распорядился держать их под Ричмондом.
Когда Ли писал это сообщение, положение под Ричмондом было критическое. 3 мая южане отступили от Йорктауна, 5 мая они ненадолго задержали противника в сражении при Уильямсберге, но Потомакская армия уверенно наступала на Ричмонд. Предполагая, что долине Шенандоа уже ничего не угрожает, федеральное командование решило, что корпус Макдауэлла можно больше не держать под Фредериксбергом. 18 мая Макклелан получил телеграмму от военного секретаря, который сообщал, что 24 мая Макдауэлл начнёт наступление на Ричмонд.
Пока Джексон находился по Макдауэллом, генерал Юэлл попал в сложное положение ввиду многочисленных противоречивых приказов. 13 мая Джексон приказал ему преследовать Бэнкса, если тот начнёт отступать от Страстберга, и одновременно генерал Джонстон приказал ему покинуть долину, и направиться на усиление армии под Ричмондом, если Бэнкс начнет отступать к Фредериксбергу. Юэлл оказался в затруднительном положении. 18 мая он лично встретился с Джексоном в Монт-Солон, где было решено, что Юэлл подчиняется непосредственно Джексону, и что основная цель на данный момент — атаковать ослабленную армию Бэнкса. Так как Джонстон настаивал на переброске дивизии Юэлла под Ричмонд, Джексону пришлось обращаться за помощью напрямую к генералу Ли, который смог убедить президента, что возможная победа в долине Шенандоа в данном случае важнее. Тогда Джонстон изменил свой приказ, велел в первую очередь удержать Бэнкса от воссоединения с генералом Макдауэллом.
Между тем Бэнкс созвал военный совет, на котором было решено отправить дивизию Шилдса к Фредериксбергу. Совет проходил в штабе Бэнкса в городе Фронт-Рояль, в доме, где жила Изабелла Бойд. Она сумела подслушать переговоры офицеров, записала их на бумагу и той же ночью доставила это письмо Тёрнеру Эшби.
Что он /Джексон/ несомненно узнал от Бойд через Эшби, так это то, что Шилдс и, вероятно, Гири, присоединятся к Макдауэлу и таким образом, окажутся далеко от Бэнкса; что Шилдс и Макдауэлл уверены, что Джексон двигается на восток; что Шилдс предполагает найти и захватить «деморализованную» армию Джексона восточнее; что армия Бэнкса сильно сократилась; и что возможно лишь очень небольшой отряд останется во Фрон-Рояле после ухода Шилдса.

### Фронт Рояль (23 мая)
Фронт-Рояль был занят небольшим отрядом федеральной армии — всего около 1000 человек. Отряд Джексона — около 3000 человек — подошёл к городу с юга и силами 1-го мэрилендского полка и батальона «Луизианских тигров» выбил противника из города. Федеральный главнокомандующий укрепился на холме, но кавалерия Юга обошла его с запада и он был вынужден отступать на север за реку. Отступление превратилось в паническое бегство и почти 700 солдат армии Союза сдалось в плен.
Неудача под Фронт-Рояль заставила Бэнкса отступать. В своих мемуарах Белли Бойд писала, что «генерал Бэнкс так перепугался у себя в Страстберге, что бросил всё кроме головы и горстки кавалерии, и, преследуемый победоносными конфедератами помчался через Уинчестер и Мартинсберг, и в итоге переправился через реку у Уильямспорта, и говорят, что до сих пор не остановился».
Одним из следствий этого небольшого сражения было то, что президент Линкольн отменил отправку корпуса Ирвина Макдауэлла под Ричмонд, и вместо этого выделил 20 000 для отправки в долину Шенандоа. 24 мая он телеграфировал Макклелану: «Вследствие критического положения генерала Бэнкса я вынужден отменить отправку к вам генерала Макдауэлла. Враг отчаянно рвётся к Харперс-Ферри, и мы думаем бросить армию Фримонта и часть сил Макдауэлла ему в тыл».
Историк Кевин Дугетти приводит мнение Дугласа Фримана, который считал, что отмена наступления Макдауэлла на Ричмонд (назначенного на 24 мая) стала главным достижением всей кампании Джексона. По его словам, «используя свой небольшой отряд Джексон заставил Линкольна полностью пересмотреть свои планы захвата Ричмонда. В те дни, когда соединение Макдауэлла с Макклеланом сделало бы оборону столицы совершенно безнадёжной, Джексон сумел задержать наступление почти 40 000 человек. Нечасто в ходе войны столь малые силы добивались столь впечатляющего стратегического результата».

### Уинчестер (25 мая)
24 мая Джексон планировал перехват отступающей армии Бэнкса, но было не очень ясно, какой путь выберет Бэнкс. Он мог отступать прямо на Уинчестер или же он мог ускользнуть на восток и перейти Голубой хребет. Джексон решил тщательно наблюдать за дорогой Седарвилль-Миддлтаун. Если Бэнкс отправится прямо на Уинчестер, его можно будет атаковать во фланг, однако уводить все силы из Фронт-Рояль было бы неразумно до тех пор, пока противник может воспользоваться этим путём для ухода на восток. Джексон послал разведчиков Эшби на дорогу Страстберг — Фронт-Рояль, а два кавалерийских полка из дивизии Юэлла (2-й и 6-й вирджинские кавполки) поручил Джорджу Стюарту и послал их к Ньютауну, для перехвата авангарда отступающей федеральной колонны. В то же время он велел Юэллу взять оставшуюся часть своей дивизии и продвинуться вперёд в направлении на Уинчестер, однако не очень далеко, а так, чтобы он смог быстро вернуться, если потребуется. Оставшиеся части Джексона отправились на север, к Седарвиллу.
Джордж Стюарт до этого командовал только пехотными полками, но перед войной заработал хорошую кавалерийскую репутацию в регулярной армии, поэтому ему доверили кавалерийскую бригаду и непростое задание по преследованию Бэнкса. Узнав от Стюарта, что противник действительно отступает вниз по долине, Джексон направил свои силы к Миддлтауну. Им пришлось одолевать сопротивление федеральной кавалерии (части 1-го мэнского и 1-го вермонтского кавполков), но они всё же вышли к Мидллтауну в 15:00 и начали обстрел федеральной колонны. В рядах федералов начался хаос, который был усилен атакой луизианской бригады. Когда на помощь колонне подошла дополнительная пехота и артиллерия (16:00), луизианцы перешли к обороне, а Джексон перебросил артиллерию и кавалерию на север, чтобы ударить по голове колонны. Вскоре Джексон понял, что имеет дело только с арьергардом и приказал Юэллу быстро идти к Уинчестеру и разворачиваться в боевую позицию к югу от города. Джексон начал преследование противника, но вскоре выяснилось, что кавалерия Эшби отвлеклась на разграбление обозов и многие уже напились трофейным виски. Преследование продолжилось до часу ночи и только тогда Джексон с неохотой разрешил своим людям двухчасовой привал.
В 10:00 авангард кавалерийской бригады Джорджа Стюарта вышел к Ньюмаркету и обнаружил там отступающие обозы противника. Стюарт не стал дожидаться подхода всей свой бригады и бросился в атаку с частью 2-го вирджинского кавполка. Ему удалось посеять панику в федеральной колонне, но затем он бросил обоз и увёл бригаду к Миддлбергу. Между тем подожжённые повозки могли бы стать серьёзным препятствием на пути армии Бэнкса и привести к уничтожению его арьергардной дивизии.
25 мая в воскресение люди Джексона проснулись в 04:00. Джексон обнаружил, что возвышенности к югу от Уинчестера никем не охраняются и приказал бригаде каменной стены занять эти высоты. Это было сделано, однако на высотах вирджинцы попали под артиллерийский обстрел с другой высоты, известной как Боверс-Хилл, и их наступление остановилось. Тогда Джексон приказал луизианской бригаде Тейлора атаковать холм. Луизианцы пошли в атаку и одновременно части Юэлла ударили по левому фланг федеральной линии. Оборона северян рухнула и они бросились в бегство через улицы Уинчестера. Южане вошли в Уинчестер вслед за ними, под приветственные крики населения.
Преследование отступающего противника снова не удалось, поскольку кавалерия Эшби отвлеклась на преследование небольшого федерального отряда. Северянам удалось отойти на 35 миль за 14 часов и перейти Потомак у Уильямспорта. Под Уинчестером федеральная армия потеряла 62 человека убитыми, 243 ранеными и 1714 пропавшими без вести. Южане потеряли только 68 человек убитыми, 329 ранеными и 3 пропавшими без вести.
Поражение при Уинчестере произвело тяжелое впечатление на президента Линкольна. До этого он держался весьма уверенно, но новости о Уинчестере потрясли его: он предчувствовал приближение катастрофы. Биографы Линкольна отмечают, что когда он писал письмо Макклелану 25 мая, в каждом его слове ощущался страх и растерянность. Федеральное правительство несколько дней пребывало в панике, подозревая угрозу Вашингтону и Балтимору.
В это время федеральная Потомакская армия уже стояла под Ричмондом, и генерал Макклеллан ждал только прибытия корпуса Макдауэлла. Уже 24 мая он узнал, что отправка корпуса приостановлена, но всё же надеялся, что в Вашингтоне не придадут значения «отвлекающим манёврам Джексона». Макдауэлл так же не считал наступление Джексона угрозой для Вашингтона. Ричмонд готовился к эвакуации, правительство готовило архивы к вывозу. 27 мая поступило сообщение, что корпус Макдауэла движется на юг, миновал Фредериксберг и находится уже в 40 милях от Ричмонда. В случае его воссоединения с Макклелланом общая численность федеральной армии достигла бы 150 000 человек против 80 000 защитников Ричмонда. И только 28 мая произошло то, что Дуглас Фриман назвал «чудом»: разведка Стюарта донесла, что Макдауэлл остановился, а затем повернул назад.
«Можно спорить о том, что было причиной этого невероятного спасения, — писал по этому поводу Фриман, — но что может быть вероятнее предположения, что именно победа под Уинчестером, отступление Бэнкса и грамотное выполнение Джексоном его (генерала Ли) распоряжений по наступлению на линию Потомака заставило вашингтонское правительство придержать Макдауэлла около Вашингтона? Ли верил, что удачное нападение на Бэнкса может спасти от угрозы со стороны Фредериксберга, и именно поэтому так часто настаивал, чтобы Джексон наступал, несмотря ни на что. И вот эта угроза исчезла и Конфедерация была спасена».

### Наступление на Харперс-Ферри
Ещё не зная, что он отвлёк федеральную армию от Ричмонда,  Джексон решил наступать вниз по долине. 28 мая 6-й Вирджинский кавполк занял Чарльзтаун и захватил федеральные склады, но федеральный отряд отбил Чарльзтаун и уничтожил склады. В тот же день бригада каменной стены выбила противника обратно в Харперс-Ферри. Гарнизоном города командовал тогда бригадный генерал Руфус Сакстон, в распоряжении которого было 7 000 человек. Джексон решил захватить Харперс-Ферри, хотя бы ненадолго. 29 мая он вошёл в Холлтаун, в 5 километрах от Харперс-Ферри, и отправил 2-й Вирджинский пехотный полк за реку Шенандоа, на Лоудонские высоты.
Два дня армия Джексона перестреливалась с федералами Сакстона у Холлтауна. 30 мая стало известно, что Бэнкс получил подкрепления и готовится наступать из Уильямспоррта. Так же стало известно что Шилдс и Фримонт наступают на Страстберг. Если они захватят Страстберг, Джексон окажется полностью окружён в долине. Эти новости заставили Джексона прекратить боевые действия против Харперс-Ферри.

### Преследование Джексона
Изгнание Бэнкса из Долины вызвало беспокойство в Вашингтоне, поскольку теперь Джексон мог при желании угрожать непосредственно столице. Однако, вместо того чтобы отводить войска для обороны столицы, Линкольн предпочёл наступательную тактику. Он решил задействовать три армии — Фримонта, Бэнкса и Макдауэлла — для окружения и разгрома Джексона. Так как Макклелан более не исполнял обязанности главнокомандующего армиями Союза, то планированием операция теперь занимался лично Линкольн.
По его плану, Фримонт должен двигаться на Гаррисонберг и отрезать Джексону линии снабжения. Бэнкс должен перейти Потомак и преследовать Джексона, если тот начнёт отступать вверх по долине. Части корпуса Макдауэлла должны идти к Фронт-Рояль на перехват Джексона с востока. Однако, этот план был слишком сложен и требовал точной синхронизации трёх армий. Макдауэлл был не очень доволен своей ролью в этой кампании, предпочитая наступать на Ричмонд, однако всё же выделил дивизии Джеймса Шилдса и Эдварда Орда. Одновременно проблемы возникли у Фримонта. Из-за плохих дорог на предложенном Линкольном пути он предпочёл направиться севернее к Мурфилду. В результате вместо своего рода молота (Шилдса) и наковальни (Фримонта) получалось что-то вроде клещей.
30 мая Шилдс занял Ректортаун в 32 милях (51 км.) от Страстберга. Фримонт находился в Фабиусе, в  40 милях (65 км.) от города. Армия Джексона в Холлтауне находилась примерно в  40 милях (65 км.), не считая 2-го Вирджинского полка, который стоял ещё дальше. Джексон располагал хорошими дорогами, но при нём были 2300 пленных, угнанный скот и 10-милевый обоз. И ему надо было любой ценой достичь Страстберга раньше Фримонта. Джексон приказал Уиндеру оставаться в Холтауне и ждать возвращения вирджинского полка, а затем нагонять армию. Он уехал в Уинчестер, оставив Юэлла руководить отступлением. Не обошлось без накладок: обоз пошёл по неверной дороге, а 1-й Мерилендский полк едва не был забыт при отходе. Несмотря на эти проблемы, а также на сильный дождь, армия к закату пришла в Стивенсон-Депо севернее Уинчестера, пройдя 25 миль (40 км.) за 10 часов.
Вечером того дня Юэлл прибыл к Джексона на совещание в Уинчестер и тут же пришло сообщение от Зефании Коннера, командира 12-го Джорджианского полка: он сообщал, что Шилдз занял Фронт-Рояль и наступает на Уинчестер. Впоследствии выяснилось, что Коннер запаниковал и бросил Фронт-Рояль без боя. Джексон отправил Коннера под арест. Ситуация к вечеру 30 мая складывалась в пользу федералов: Шилдс был в 12 милях от Страстберга, Фримонт в 20, а армия Джексона в 18-ти, при том что бригада Уиндера ещё стояла в Холлтауне. Но федеральное наступление замедлилось. Шилдс стал дожидаться подкреплений и стоял на месте всё 31 мая. Фримонт наступал по плохим дорогам и к концу дня был в 5 милях от Страстберга. В этот же день армия Джексона прошла Уинчестер и стала лагерем к северу от Страстберга, а бригада Уиндера прошла за день 35 миль (56 км.) и нагнала Джексона. Теперь три армии стояли всего в нескольких милях от Страстберга и гонку выиграл бы тот, кто начал бы утренний марш раньше всех. Но Фримон выступил уже после восхода солнца, а Шилдс по ошибке пошёл по дороге на Уинчестер.
Армия Джексона выступила до рассвета. Джексон наблюдал за проходом обоза, поручив Эшби следить за Шилдсом, а Юэллу - за Фримонтом. Юэлл вошёл в Страстберг, повернул на запад и через 5 миль у реки Седар-Крик встретил передовые отряды Фримонта. Стрелковая цепь бригады Тальяферро вступила в перестрелку с противником, а Юэлл ждал, что предпримут федералы. К удивлению Юэлла, Фримонт ничего не предпринял и весь его отряд был остановлен стрелковой цепью Тальяферро. Юэлл готов был атаковать противника, но инструкции Джексона запрещали ему рисковать. Связанный этими инструкциями, Юэлл остался на позиции до полудня. В это время Уиндер прошёл Страстберг, поэтому Юэлл отступил к городу и ушёл вслед за Джексоном. К концу дня армия встала лагерем между Вудстоком и Моурертауном.
Фримонт не смог окружить Джексона у Страсберга, и все же он отправил в Вашингтон оптимистичный рапорт. Военный секретарь ответил: «Ваше донесение получено. Рады слышать, что вы так близко к противнику. Вчера Макклеллан серьезно потрепал противника под Ричмондом. Президент просил передать, чтобы вы не дали врагу ускользнуть. Сообщайте о себе чаще». Халлек не проявил никакого признака разочарования тем неприятным фактом, что окружение Джексона сорвалось.
2 июня федеральные армии начали преследовать Джексона — Макдауэлл двинулся верх по Лурейской долине, а Фримонт — вверх по долине Шенандоа, западнее Массанутенских гор. Джексон сумел пройти 40 миль за 36 часов, в то время как сильные дожди и грязь задержали его преследователей. Но всё же федералы шли вперёд, а кавалеристам Джорджа Стюарта не удавалось их задержать. Эти арьергардные бои стали одной из самых крупных неудач в карьере Стюарта: всякий раз, когда его люди занимали оборону, их отбрасывала кавалерия Байарда и Уиндхэма. У офицеров настолько упало доверие к Стюарту, что полковники Флорной и Манфорд попросили Джексона заменить Стюарта на Эшби, что и было исполнено.
В последующие пять дней имели место небольшие стычки между кавалерией Эшби, прикрывающей тыл, и авангардами федеральной кавалерии. Эшби сжёг несколько мостов через протоки реки Шенандоа, чем задержал преследование и не дал соединиться армиям Шилдса и Фримонта. 6 июня Эшби был убит у Чеснат-Ридж около Гаррисонберга во время перестрелки с кавалерией Фримонта (с отрядом Джорджа Баярда). Это была чувствительная потеря, поскольку Эшби был самым многообещающим кавалерийским командиром. Ещё 3 июня он был повышен до бригадного генерала. Джексон потом писал: «Я не знаю партизана лучше, чем он».
Наступление Фримонта впервые было отмечено массовыми грабежами местного населения — особенно отличились немецкие добровольцы генерала Бленкера. Если ранее такое случалось от случая к случаю, то теперь стало происходить регулярно: из-за мародёров, покинувших свои части, отряд Фриманта сократился с 14 800 до 11 672 человек. «Всё это очень вредит нашему делу, писал жене Роберт Милрой, — так что немцев Бленкера надо заклеймить как вандалов. Генерал Фримонт ничего не делает для того, чтобы прекратить это безобразие».

### Кросс-Кейс
7 июня Фримонт продолжал двигаться на юг. Генерал Милрой проследовал до местечка Кросс-Кейс, где обнаружил пикетную цепь противника. Неизвестным образом Милрой оценил численность солдат противника в 20 000, о чём и сообщил Фримонту. Вечером Фримонт собрал военный совет, на котором присутствовали Шенк, Милрой и Баярд. Фримонт имел на бумаге 14 000 человек, хотя в реальности боеспособных солдат у него было всего 10 000. По этой причине сообщение о многочисленности противника смутило его. Совет решил создать хотя бы видимость наступления и в 6 утра 8 июня Фримонт отдал соответствующий приказ.
В этот самый день, 8 июня, в Вашингтоне решили, что кампания в долине закончена, и дивизию Шилдса можно перебросить под Фредериксберг. В долину был отправлен соответствующий приказ, но он не дошёл до Шилдса вовремя.
Таким образом, утром 8 июня 1862 армия Джексона (16 000 чел.) стояла в Порт-Репаблик, а федералы наступали на него двумя колоннами: Фримонта (14 000 чел.) и Шилдса (10 000 чел.) Джексон решил задержать Фримонта на рубеже реки Милл-Крик у Кросс-Кейс, а остальными силами атаковать Шилдса. Позицию на Милл-Крик заняла дивизия Ричарда Юэлла численностью 6 620 человек.
Утром 8 июня Фримонт развернул свои бригады и атаковал Юэлла, при этом бригада Стейхла шла с опережением. На холме Виктори-Хилл Стейхл неожиданно наткнулся на бригаду Исаака Тримбла, которая открыла по северянам огонь с короткой дистанции, нанеся им тяжелейшие потери. Стейхл отступил. Это отступление открыло левый фланг бригады Роберта Милроя, который тоже отошёл. В замешательстве после неудачи у Виктори-Хилл, Фримонт так и не смог организовать согласованного наступления. Вечером он отошёл на исходную позицию.

### Порт-Репаблик (9 июня)
Когда происходили события у Кросс-Кейс, армия Джексона насчитывала примерно 12 000 человек. Половина её стояла в городке Порт-Репаблик. Пока шла перестрелка у Кросс-Кейс, федеральная кавалерия Баярда совершила рейд на Порт-Репаблик и едва не захватила в плен самого Джексона с его обозами. Джексон направил против прорвавшейся кавалерии 37-й вирджинский полк, при появлении которого северяне отошли. Баярд отвёл своих людей на две мили от города и соединился с авангардом Шилдса — бригадой Эрастуса Тайлера.
После Кросс-Кейс офицеры Джексона решили, что теперь он отведёт армию из «ловушки», но к их удивлению, Джексон велел вернуть обозы в Порт-Репаблик и накормить людей. Этот приказ восприняли в штабе, как очередное безумство Джексона. Вопреки всеобщему ожиданию он решил на следующий день не уходить, а атаковать Шилдса. Впоследствии один из офицеров спросил Джексона, почему же именно Шилдса, на что Джексон привёл несколько причин: 1) дивизия Шилдса ближе, 2) она меньше численностью, 3) Джексон предпочитал оставаться ближе к своей базе, 4) В случае неудачи было проще отступить в безопасное место, 5) Фримонту проще уйти в случае его неудачи, 6) Шилдсу отступать сложнее ввиду плохих дорог. И всё же один фактор работал против Джексона: расстояние между Кросс-Кейс и Порт-Репаблик было слишком мало, чтобы можно было забрать все части от Кросс-Кейс и бросить их против Шилдса.
Утром 9 июня Джексон приказал бригаде Чарльза Уиндера атаковать позиции Тайлера. «Нетерпеливость Джексона, — вспоминал Тальяферро, — заставляла его бросать бригады в бой по частям, не дожидаясь, пока все соберутся, что было непросто ввиду недостаточного количества переправ».
Отряд Тайлера, численностью около 3000 человек, был развернут на фронте, шириной в милю — от Южной Шенандоа до холма Левистон-Коалинг, на котором Тайлер разместил семь орудий. Когда бригада Уиндера пошла в атаку, она попала под фланговый огонь этих орудий и отступила с потерями. Положение спасла бригада Юэлла, которая атаковала левый фланг противника. В то же время луизианская бригада Тэйлора взяла штурмом холм и орудия, и открыла огонь по позициям федералов.
Положение войск Тайлера сразу стало невыгодным, и они начали в беспорядке отступать. Южане преследовали их на протяжении пяти миль. Когда армия Фримонта приблизилась к Порт-Репаблик, было уже слишком поздно. Джексон ждал атаки Фримонта, но тот не решился на атаку в ночь на 10 июня северяне начали отступать. Джексон потерял 800 человек, его противники — около 500 убитыми и ранеными и ещё столько же пленными.
Несмотря на победу, это сражение считается не самым удачным в карьере Джексона. Ему потребовалось 4 часа, чтобы разбить противника, которого он втрое превосходил по численности, и его потери были выше. Главной причиной проблем стало то, что он посылал свои бригады в бой по частям. Один из участников писал, что «из-за нетерпеливости Джексона мы потеряли гораздо больше людей, чем могли бы». Фактически, в самом сражении не было особо смысла: армия Джексона к ночи остановилась там, где могла бы оказаться на 12 часов ранее без всякого кровопролития. Стратегически сражение тоже ничего не дало, поскольку президентский приказ на отход был дан ещё 8 июня, за день до сражения.
Победа при Порт-Репаблик завершила кампанию в долине.

## Последствия
После неудачи при Кросс-Кейс и Порт-Репаблик федеральная армия начала отступление. Фримонт вернулся в Гаррисонберг, где обнаружил, что не успел получить письмо президента с приказом не наступать на Джексона. Кавалерия Манфорда тревожила набегами тылы Фримонта, пока он отступал к Монт-Джексон и Миддлтауну. 14 июня Фримонт соединился с частями Бэнкса и Зигеля. Дивизия Шилдса медленно отступала к Фронт-Рояль, и 21 июня ушла на соединение с армией Макдауэлла.
Джексон отправил в Ричмонд письмо, в котором просил усилить его армию до 40 000 человек, чтобы он смог продолжить наступление вниз по долине и перейти Потомак. Генерал Ли отправил ему 14 000 человек, однако затем пересмотрел свои планы и велел Джексону со всеми силами идти к Ричмонду, для участия в наступлении против Потомакской армии. Джексону было приказано атаковать неприкрытый правый фланг армии Макклелана. 18 июня, вскоре после полуночи, Джексон начал марш в сторону Вирджинского полуострова. Кампания в длине Шенандоа была закончена. С 25 июня по 1 июля армия Джексона участвовала в Семидневной Битве, однако действовала медленно и неэффективно — возможно, именно вследствие усталости после трудной кампании и долгого перехода к Ричмонду.
Кампания стала первой и последней в карьере генерала Джеймса Шилдса. После сражения при Порт-Репаблик он почти не участвовал в боевых действиях, а 28 марта 1863 года уволился из армии.
Историк Гэри Галлахер замечал, что неудачи Семидневной битвы практически свели на нет все успехи Джексона в долине Шенандоа. Только в одном сражении при Гэинс-Милл южане потеряли больше людей, чем за всю кампанию Джексона. Таким образом, успех Джексона был в основном психологическим — он одержал свои победы в тот момент, когда на Юге почти иссякла вера в победу и когда самые известные генералы Конфедерации ничего не могли противопоставить наступающему противнику.
Победа полностью изменила отношение к Джексону в самой армии. На ранней стадии кампании недовольство Джексоном было настолько сильно, что Ричард Тейлор лично ездил в Ричмонд и пытался добиться от правительства отставки Джексона. Тёрнер Эшби уверял Конгресс, что Джексон полностью некомпетентен в управлении армией. (Гари Галлахер по этому поводу писал, что Эшби осуждал Джексона за понимание того, что было непонятно самому Эшби: война XIX века это совсем не то, что средневековые турниры.) Однако, отношение к Джексону стало стремительно меняться после сражений при Фронт-Рояле и Уинчестере. Уже 28 мая газеты писали, что блестящие успехи Джексона вдохнули новую жизнь в дело Конфедерации. Генерал Роберт Тумбс писал жене, что после Порт-Рапаблик слухи о Джексоне стремительно распространялись в армии, и сравнение Джексона с другими командирами становилось совсем не в пользу последних. «Неплохо бы всю армию укомплектовать Джексонами», писал рядовой 11-го вирджинского полка.
Ричард Юэлл, который ещё в начале мая говорил, что Джексон «безумен, как мартовский заяц», изменил своё мнение после кампании. «Помнишь, я называл его старой тёткой? — спросил он полковника Манфорда, — так вот, я беру все свои слова обратно»(Это было сказано сразу после совещания перед сражением при Порт-Репаблик).
Вместе с тем историк Гари Галлахер писал, что распространённое мнение о гениальности Джексона в ходе кампании есть во многом следствие преувеличения. Многие его успехи объясняются не столько его способностями, сколько отсутствием способностей у его противников: Бэнкса, Фримонта и Шилдса. Генерал Лонгстрит так же в своё время заметил, что «Джексон был очень умелым против таких людей, как Шилдс, Бэнкс и Фримонт, но когда он сталкивался с лучшими федеральными командирами, он проявлял себя уже не так хорошо».
Ущерб, который кампания нанесла экономике долины, был незначителен. Хозяйства понесли некоторые убытки от бегства рабов, некоторые пострадали от солдатских грабежей — которыми особенно славились рядовые немецкой дивизии Льюиса Блэкнера — но всё же в целом аграрная экономика долины не пострадала. Она будет разорена значительно позже — во время рейдов Филипа Шеридана.